# Токсовская улица (Санкт-Петербург)
То́ксовская улица — улица в Калининском районе Санкт-Петербурга. Соединяет Гражданский проспект и улицу Руставели, проходит между проспектом Просвещения и Суздальским проспектом. Протяжённость улицы — 560 м.

## История
Название присвоено 3 марта 1975 года.
Улица названа в честь посёлка Токсово Всеволожского района Ленинградской области.
В 2007 году в створ Токсовской улицы тоннелем, получившим название Токсовского, была выведена Центральная улица Мурина, однако сквозной проезд с одной улицы на другую невозможен.

## Здания и сооружения
- дом 2 — автозаправка

## Транспорт
- Метро: «Гражданский проспект» (450 м)
- Железнодорожные платформы: Новая Охта (800 м) и Девяткино (1300 м)

## Пересечения
С запада на восток:
- Гражданский проспект
- улица Руставели